# Brian McClair
Brian John McClair, född 8 december 1963, är en före detta skotsk fotbollsspelare.